# San Martín megye (San Juan)
San Martín egy megye Argentína nyugati részén, San Juan tartományban. Székhelye San Martín.

## Népesség
A megye népessége a közelmúltban a következőképpen változott:
| Év   | Lakosság |
| ---- | -------- |
| 2001 | 10 132   |
| 2010 | 11 115   |